# Bulbophyllum auratum
Bulbophyllum auratum är en orkidéart som först beskrevs av John Lindley, och fick sitt nu gällande namn av Heinrich Gustav Reichenbach. Bulbophyllum auratum ingår i släktet Bulbophyllum och familjen orkidéer. Inga underarter finns listade i Catalogue of Life.

## Bildgalleri

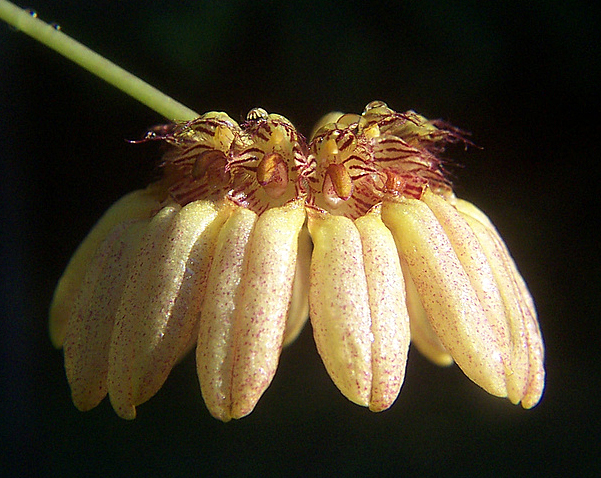
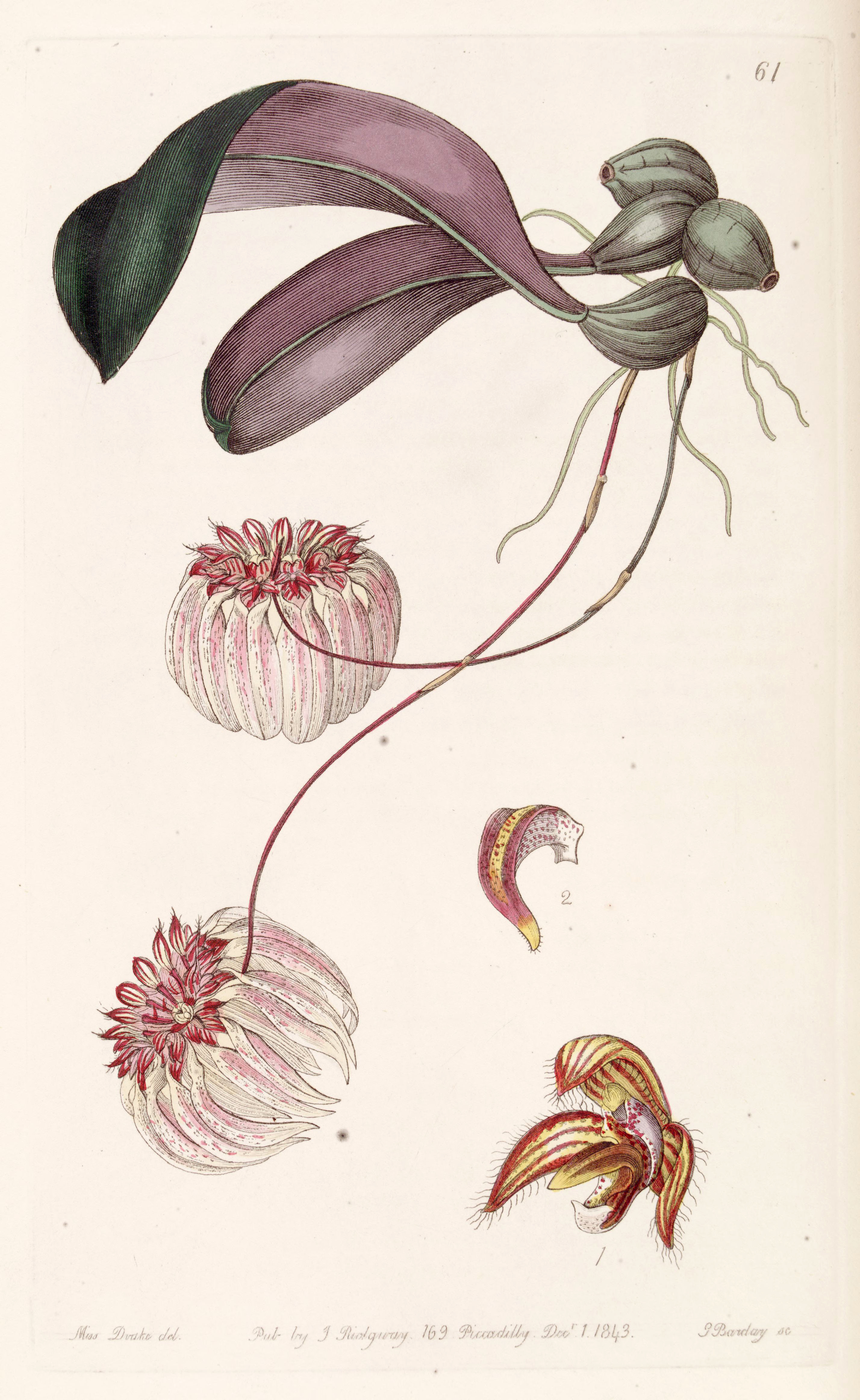
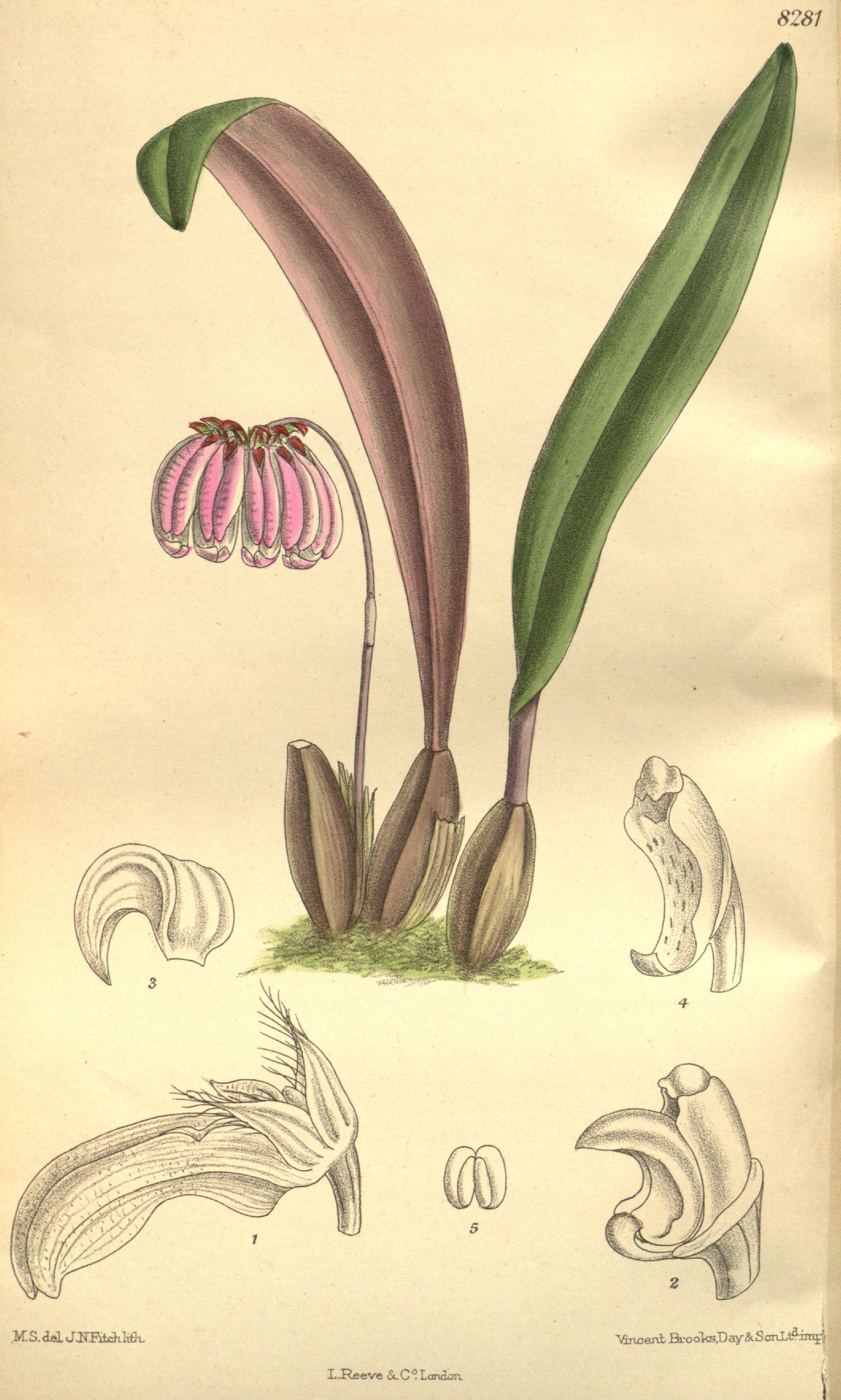